# ラサール郡 (テキサス州)
ラサール郡（ラサールぐん、英: La Salle County）は、アメリカ合衆国テキサス州の南部に位置する郡である。2010年国勢調査での人口は6,886人であり、2000年の5,866人から17.4%増加した。郡庁所在地はコトゥラ市（人口3,603人）であり、同郡で人口最大の都市でもある。ラサール郡は1856年に設立され、郡名は17世紀のフランス人探検家ロベール＝カブリエ・ド・ラ・サールに因んで名付けられた。

## 歴史

### インディアン
ラサール郡となった地域には18世紀までコアウイルテック族インディアンが住んでいたが、その後南から来たスペイン人や北から来たアパッチ族に追い出された。メキシコが独立を果たした後、メキシコ政府は入植を奨励するために土地特許を認めたが、あまり多くの者は入らなかった。1836年までほぼ全てインディアンがこの地域を支配していた。

### 郡の成立と成長
テキサス革命と米墨戦争の間、ラサール郡を含むリオ・グランデ川とニュエセス川の間の地域では境界論争があった。無法者が地域を支配し、テキサス共和国もメキシコ政府も統治できなかった。1848年のグアダルーペ・ヒダルゴ条約によってニュエセス・ストリップがテキサスの領土になったが、無法者や敵対的なインディアンの存在によって、入植が遅れた。
1858年、ラサール郡はベア郡から分離して公式に設立された。最初の開拓地はラレドとサンアントニオを繋ぐ道路沿いに造られた。1852年、アメリカ陸軍が現在のアーテジアウェルズ近くにイーウェル砦を設立した。そこでは道がニュエセス川を越えており、旅人を守る必要があった。この砦は1854年に放棄され、残った住人は砦から1.5マイル (2.4 km) にあるグアホコ開拓地に移った。1871年までにグアホコには約60人の住民がおり、その大半はメキシコ系だった。
1856年、オハイオ州のウィリアム・A・ウォーが、サンアントニオ・ラレロ道路がシボロ・クリークを超えるところに牧場を開設した。その牧場の本部は旅人が休息するところとなり、1879年にはウォーズランチョという郵便局ができた。現在のコトゥラの西8マイル (13 km) にあった初期開拓地のイウカが1868年に数軒の家族によって設立され、駅馬車の停車場となり、また牛を求める人の市場になった。ここには1880年に郵便局ができた。1870年、ラサール郡の人口は69人であり、1880年には789人になった。
1880年、ラサール郡は正式に組織化され、グアホコに地価地スチュアーツランチョが郡庁所在地に指定された。1880年代初期、インナターナショナル・グレートノーザン鉄道が郡内を通った。この頃、無法者が次第に排除されてゆき、インディアンによる襲撃も1878年が最後になった。この変化によって郡内に安定がもたらされた。
鉄道が開通すると、イウカやグアホコのような開拓地が放棄され、住民は線路の近くに移った。ポーランド移民のジョセフ・コトゥラが1868年に郡内に入り、大規模な牧場経営を始めた。1881年、コトゥラが所有する土地120エーカー (0.48 km2) を鉄道に寄付してコトゥラの町を造る場所とし、鉄道会社が1882年にそこに駅を建設した。ジョセフ・コトゥラが自分の町を発展させ続ける一方で、イウカの郵便局長ジェシー・ラクストンが線路の反対側にラサールという町を発展させた。1881年にラサールに郵便局が造られ、1882年には一時的な郡庁所在地になった。しかし、1883年に行われた郡民投票で、コトゥラの町が郡庁所在地になった。

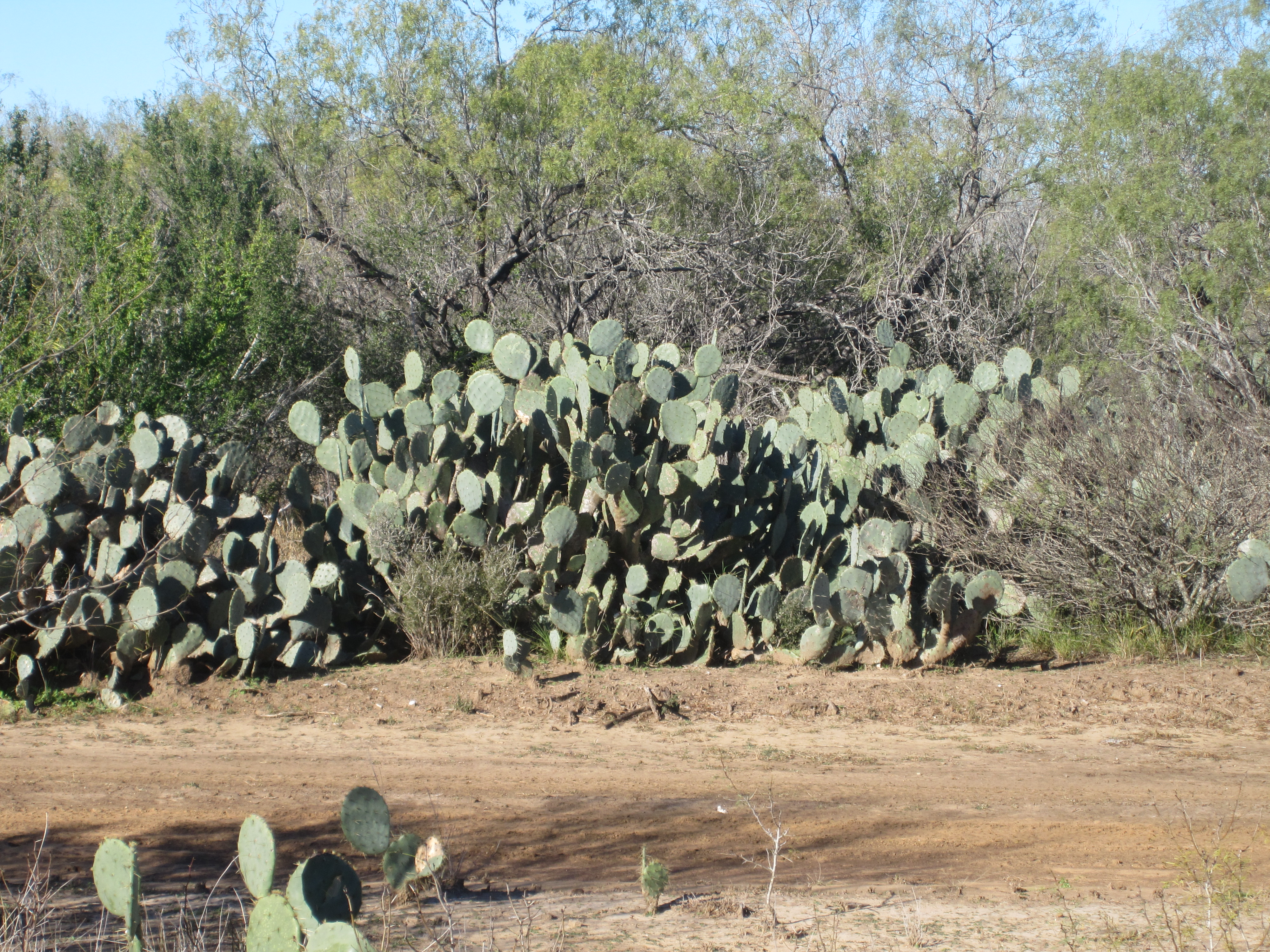
郡内に自生するサボテン

## 地理
アメリカ合衆国国勢調査局に拠れば、郡域全面積は1,494平方マイル (3,869.4 km2)であり、このうち陸地1,489平方マイル (3,856.5 km2)、水域は5平方マイル (12.9 km2)で水域率は0.36%である。

### 主要高規格道路
- 州間高速道路35号線
- テキサス州道97号線

### 隣接する郡
- フリオ郡 - 北
- アタスコサ郡 - 北東
- マクマレン郡 - 東
- ウェブ郡 - 南
- ディミット郡 - 西

## 人口動態
以下は2000年の国勢調査による人口統計データである。
| 基礎データ - 人口: 5,866人 - 世帯数: 1,819 世帯 - 家族数: 1,351 家族 - 人口密度: 2人/km2（4人/mi2） - 住居数: 2,436軒 - 住居密度: 1軒/km2（2軒/mi2） 人種別人口構成 - 白人: 81.47% - アフリカン・アメリカン: 3.55% - ネイティブ・アメリカン: 0.34% - アジア人: 0.31% - その他の人種: 12.21% - 混血: 2.13% - ヒスパニック・ラテン系: 77.12% 年齢別人口構成 - 18歳未満: 29.4% - 18-24歳: 10.0% - 25-44歳: 27.7% - 45-64歳: 21.3% - 65歳以上: 11.6% - 年齢の中央値: 33歳 - 性比（女性100人あたり男性の人口） - 総人口: 113.5 - 18歳以上: 121.4 | 世帯と家族（対世帯数） - 18歳未満の子供がいる: 37.7% - 結婚・同居している夫婦: 54.7% - 未婚・離婚・死別女性が世帯主: 15.4% - 非家族世帯: 25.7% - 単身世帯: 22.9% - 65歳以上の老人1人暮らし: 12.0% - 平均構成人数 - 世帯: 2.89人 - 家族: 3.45人 収入と家計 - 収入の中央値 - 世帯: 21,8574米ドル - 家族: 25,494米ドル - 性別 - 男性: 20,856米ドル - 女性: 17,339米ドル - 人口1人あたり収入: 9,6924米ドル（アメリカ合衆国の郡では最貧クラス） - 貧困線以下 - 対人口: 29.8% - 対家族数: 28.2% - 18歳未満: 38.5% - 65歳以上: 24.8% |

## 都市と町
- コトゥラ - 郡庁所在地
- エンシナル

### 未編入の町
- アーテジアウェルズ
- ファウラートン
- ロサンゼルス

## 教育
ラサール郡大半の教育はコトゥラ独立教育学区が管轄している。北西部の小部分はディリー独立教育学区が管轄している。

## 著名な住人
1920年代初期、著作家で民俗学者のJ・フランク・ドビー（1888年-1964年）がテキサス大学オースティン校を離れて短期間、ラサール郡にある叔父の牧場で働いた。ドビーはロングホーンに関する記事を書いてその絶滅阻止に貢献し、またテキサスの牧場生活について豊富な経験を文章にする望みを発展させた。